# Paraliochthonius tenebrarum
Paraliochthonius tenebrarum es una especie de arácnido  del orden Pseudoscorpionida de la familia Chthoniidae.

## Distribución geográfica
Se encuentra en las islas Canarias (España).